# Maxillaria spegazziniana
Maxillaria spegazziniana är en orkidéart som beskrevs av Friedrich Fritz Wilhelm Ludwig Kraenzlin. Maxillaria spegazziniana ingår i släktet Maxillaria och familjen orkidéer. Inga underarter finns listade i Catalogue of Life.